# 沖縄バプテスト連盟
沖縄バプテスト連盟（おきなわバプテストれんめい）は、沖縄県浦添市に事務所を置くプロテスタント系バプテストの団体。

## 沿革
1890年に、バーナード・ジャン・ベッテルハイムの沖縄伝道に多くの関心を持ち、世界一周旅行の途中に神戸へ立ち寄り、同郷でバプテストの宣教師をしているタムソンと出会った際に琉球伝道に関心を持つスコットランドのアランとその家族の熱心な祈りと心からの献金により1891年に伝道師として原三千之助と岡本勇とがアメリカン・バプテスト宣教師会から派遣されて沖縄講義所が建設される。その後、1899年に那覇バプテスト教会が教会組織となり、1911年には糸満と那覇以外にも首里・嘉手納・西原・垣花と各地に講義所が開かれて会堂が建てられてゆき教会として進展してゆく。しかし、太平洋戦争の戦況が厳しくなるにつれて活動は縮小されてゆき、沖縄戦の戦火により全ての会堂は焼けてしまい失われる事となる。
1945年の夏に、日本の敗戦を迎えるが、かつてのメンバーは四散してしまい、戦後に復興を果たす事が出来ているのは旧那覇バプテスト教会のみである。灰燼に帰して、全島が収容所生活状態の中から福音宣教の芽生えが始まる。教会への帰属意識もなく、信仰者逹は讃美を捧げて、聖書に書かれている神の言葉を読み戦争の傷を癒してゆくのである。沖縄内に残っていた牧会者逹のほとんどは戦死しており、執事（教会により長老も）逹教会役員の手で礼拝が行われて牧会がなされる時代が続く。沖縄に在るバプテストの教会にとり、廃墟の中疎開している照屋寛範（牧会者）の帰郷は大きな励ましとなり加盟教会の復興が進められる事となる。1946年より、照屋寛範は前原（現在の前原バプテスト教会）で牧会伝道を開始する。伊波盛次郎（牧会者）は、金武（現在の金武バプテスト教会）にて開拓する。近隣には多くの集会が持たれてゆき、今日迄に幾つかの群れは教会（数ヶ所の群れは日本基督教団の教会として存続）となっている。 
1947年に、プロテスタント系各教派合同の沖縄キリスト聯盟が発足し、1950年6月9日には、単一教会を目指して沖縄キリスト聯盟が沖縄キリスト教会（1957年3月26日に沖縄キリスト教団と改称しており、1969年2月25日に日本基督教団と合同）に改組となり｢教会規則｣が制定される。しかし、1953年に、沖縄キリスト教会の単一教会法人化の作業が進められる中でバプテストの信仰的な教会観の違いから沖縄キリスト教会を脱退してバプテストの教派グループとしての再出発となる。しかしながら、離脱はただちに経済的な困難をもたらすのであるが半年後に思いがけないところから援助の手が延ばされてくる。それは関東学院（現在の日本バプテスト同盟と関係がある）の幼稚園から大学までの全園児・児童・生徒・学生の10円献金であり、3年間も続けられる。
1944年10月10日の空襲で那覇市が灰燼に帰した後は、那覇の旧市街地は長い間アメリカ軍の管理の下に置かれていたが、1954年3月に開放されて区画整理されている教会の跡地に仮会堂兼牧師館を建築して那覇市での伝道を再開して那覇バプテスト教会は復興される事となる。 1955年の1月に、アメリカン・バプテスト（現在の米国バプテスト同盟）の宣教師であるボーリンジャーと関東学院大学を卒業したばかりの山路一が沖縄伝道のために派遣されて来て本格的なバプテストとしての伝道が展開されてゆき晴れて沖縄バプテスト連盟を結成する。同年12月には日本バプテスト連盟から「国外」宣教師として派遣されている調正路の一家が加わり、各地に伝道の拠点が形成される。駐留アメリカ軍のチャプレンや軍人の中には米国南部バプテスト連盟の信仰者が多く、英語教会も沖縄バプテスト連盟に加わりその後の活動への励ましに多大なものがある。また、沖縄におけるバプテストの働きは アメリカン・バプテストと日本バプテスト同盟の共同の努力により始められてゆき、戦前戦後の教会形成がなされており、1955年以降は日本バプテスト連盟の支援 また 米国南部バプテスト連盟の協力もあり、15年間は日本バプテスト同盟と日本バプテスト連盟との支援を受けている。
1972年以降は、日本への復帰に伴う沖縄の各政党や企業等の団体は日本との系列化の準備が進められており、沖縄のバプテストもその方向性を論議することとなる。特殊な事情の中での宣教活動ではあるものの、アメリカの2つの宣教団や日本バプテスト同盟と日本バプテスト連盟との支援を受けての伝道であり、「沖縄バプテスト連盟」の帰属問題は真剣に論議が繰り返されるが、分離帰属も困難な諸事情の中にあるとして、両宣教団や両同盟・連盟の理解により、今日に至るまで日本バプテスト同盟と日本バプテスト連盟とのどちらにも加盟せずに、現状のままでの存続を決議してそれぞれと関係を維持して保ちつつ、独立のバプテスト団体として存続している。
1991年に、沖縄バプテスト宣教100周年記念式典を挙行して、第2世紀への決意を新たにして感謝の礼拝を行う。

## 現在
- 「沖縄バプテスト連盟」の機関紙として、『沖縄バプテスト』が発行されている。
- 毎週日曜日午前06:25～06:35 迄の10分間は、｢ラジオ沖縄（那覇・AM864kHz、FM93.1MHz）｣により『バプテスト・アワー』が放送されている。